# Lamb Peak (Antarktika)
Lamb Peak ist ein auffälliger nackter Felsgipfel etwa 3,7 km südsüdöstlich des Maagoe Peak. Er ist Teil der Gifford Peaks in der Heritage Range, dem südlichen Teil des westantarktischen Ellsworthgebirges.
Der Berg wurde vom United States Geological Survey im Rahmen der Erfassung des Ellsworthgebirges in den Jahren 1961–1966 durch Vermessungen vor Ort und Luftaufnahmen der United States Navy kartografiert. Das Advisory Committee on Antarctic Names benannte Lamb Peak nach Lieutenant Commander Arthur D. Lamb, der bis zur Operation Deep Freeze 1966 drei Sommer lang als „Operations and Communications Officer“ der United States Navy in der Nachschubversorgung in der Antarktis tätig war.